# Gualtiero Marchesi
Gualtiero Marchesi (Milão, 19 de março de 1930 - Milão, 26 de dezembro de 2017) foi um chef italiano, considerado como o fundador da moderna culinária italiana.
Os seus pais geriam um restaurante e um hotel chamado "L'Albergo del Mercato" na Via Bezzecca. Foi onde Marchesi teve as primeiras experiências culinárias.
Aos 17 anos deixou de estudar para trabalhar no Hotel Kulm em St. Moritz, Suíça. Estudou então hotelaria em Lucerna antes de voltar ao trabalho no Albergo del Mercato. Aí preparava pratos tradicionais para o almoço, enquanto para o jantar tinha caminho livre para experimentar novos pratos, e construiu uma reputação de cozinha avant-garde. 
Gualtiero Marchesi trabalhou no “Ledoyen” em Paris, "Le Chapeau Rouge” em Dijon e “Troigros” em Roanne. No regresso a Milão, abriu um pequeno hotel com os pais, que dirigiu até 1977. 
Abriu o primeiro restaurante na Via Bonvesin de la Riva, em Milão. Após um ano foi distinguido com uma estrela Michelin, e no ano seguinte ganhou duas estrelas. Após sete anos foi premiado com a máxima distinção de três estrelas, sendo o primeiro chef em Itália a conseguir este feito. 
Em setembro de 1993, Marchesi mudou-se para Franciacorta, entre Bergamo e Brescia. Abriu o Ristorante di Erbusco no hotel Albereta. 
O seu restaurante Gualtiero Marchesi di San Pietro all'Orto em Milão abriu em 1998 tem uma academia de culinária. 
Abriu um restaurante em Paris em 2001. Em janeiro de 2001 reabriu o Ostaria dell’Orso, o mais antigo restaurante em Roma, num edifício de 1400.
Morreu em 26 de dezembro de 2017, de causas naturais.

## Distinções
- 1986 Ambrogino d’Oro
- 1989 Personnalité de l’année, categoria "gastronomia"
- 1990 Chevalier des Arts et des Lettres
- 1991 Commendatore della Repubblica
- 1999 Longobardo d’Oro
- Laurea Honoris Causa in Food Science, Universitas Sancti Cyrilli, Roma

Grand Prix ‘Memoire et Gratitude’, da International Academy of Gastronomy. 
- 2012 Laurea Honoris Causa em Ciências Gastronómicas pela Universidade de Parma